# 威瑟斯米爾 (密蘇里州)
威瑟斯米爾（英語：Withers Mill）是位於美國密蘇里州馬里昂縣的非建制地區。

## 歷史
威瑟斯米爾的郵局於1871年設立，其後於1934年停運。

## 地理
威瑟斯米爾所處的海拔為高於海平面189米（即620英呎），而該地所採用的時區為UTC-6，即北美中部時區（CST）。同時該地設有夏令時間，為UTC-6調快一小時，即UTC-5（CDT）。